# Ilias Fifa
Ilias Fifa, né le 16 mai 1989 à Tanger au Maroc, est un athlète espagnol, d'origine marocaine, spécialiste du 5 000 mètres.

## Biographie
Entré illégalement en 2006 en Espagne en se cachant sous un camion, il acquiert la nationalité espagnole le 22 juillet 2015 et vit à Santa Coloma de Gramenet (Catalogne). Il est autorisé à concourir pour l'Espagne à compter du 30 juillet 2015. Sur 3 000 m, son meilleur temps est de 7 min 49 s 13 obtenu le 17 mai 2014 à Barcelone en tant que Marocain, bien qu'il ait toujours refusé, malgré les sollicitations, de concourir pour son pays d'origine.
Il participe aux séries des Championnats du monde 2015. Il termine 5e des Championnats d'Europe de cross 2015.
En 2016, il remporte l'épreuve du 5 000 mètres aux Championnats d'Europe d'Amsterdam dans le même temps qu'Adel Mechaal et Richard Ringer.
Le 25 octobre 2017, il est arrêté dans le cadre d'une affaire pour « délit contre la santé publique par utilisation de médicaments causant un grave danger à la santé », selon le Tribunal supérieur de justice de Catalogne, sans que ni la fédération espagnole d'athlétisme, ni l'agence antidopage espagnole ne puissent apporter de précisions quant à une infraction aux règles antidopage. 11 personnes sont arrêtées, dont 6 athlètes. Soupçonné de dopage, il est suspendu le 2 février 2018.

## Palmarès
| Date | Compétition                            | Lieu      | Résultat | Épreuve      | Performance    |
| ---- | -------------------------------------- | --------- | -------- | ------------ | -------------- |
| 2015 | Championnats d'Europe de cross-country | Hyères    | 5e       | Individuel   | 30 min 02 s    |
| 2015 | Championnats d'Europe de cross-country | Hyères    | 1er      | Par équipes  | 14 pts         |
| 2016 | Championnats d'Europe                  | Amsterdam | 1er      | 5 000 mètres | 13 min 40 s 85 |
| 2016 | Championnats d'Europe de cross-country | Chia      | 6e       | Individuel   | 28 min 19 s    |
| 2023 | Coupe d'Europe du 10 000 m             | Pacé      | 3e       | 10 000 m     | 28 min 12 s 62 |
| 2024 | Championnats ibéro-américains          | Cuiabá    | 1er      | 10 km route  | 29 min 41 s    |

## Records
| Épreuve      | Performance   | Lieu | Date        |
| ------------ | ------------- | ---- | ----------- |
| 5 000 mètres | 13 min 5 s 61 | Rome | 4 juin 2015 |